# 에이리언 VS. 프레데터 (영화)
에이리언 VS. 프레데터(Alien vs. Predator)는 2004년 개봉한 미국의 영화이다. 폴 W. S. 앤더슨이 각본 및 감독을 맡은 2004년 SF 액션 공포 영화로, 사나 레이선, 라울 보바, 랜스 헨릭슨, 유언 브렘너, 콜린 새먼, 토미 플래너건 (배우)이 주연을 맡았다. 이 작품은 에일리언 vs. 프레데터 프랜차이즈의 첫 번째 영화이자 에일리언 프랜차이즈의 다섯 번째 영화이자 프레데터 프랜차이즈의 세 번째 영화로, 에이리언 시리즈의 동명의 생명체를 한자리에 모은 크로스오버(랜디 스트래들리와 크리스 워너가 쓴 1989년 만화책)를 각색한 작품이다. 앤더슨은 에일리언 프랜차이즈의 제작자 댄 오배넌과 로널드 슈셋(Ronald Shusett)이 에일리언 시리즈의 요소를 통합하여 추가 스토리 크레딧을 받았으며 앤더슨과 셰인 살레르노(Shane Salerno)가 스토리를 각본에 적용하면서 스토리를 썼다. 이들의 글은 아즈텍 신화, 만화책 시리즈, 에리히 폰 데니켄의 글의 영향을 받았다. 영화에서 과학자들은 과거의 피라미드에서 탈출하려고 시도하면서 외계인과 프레데터 사이의 고대 전투의 총격에 휘말린다.
에이리언 VS. 프레데터는 2004년 8월 12일 극장에서 개봉되었다. 일반적으로 부정적인 평가를 받았으며 제작 예산 6천만 ~ 7천만 달러에 비해 전 세계적으로 1억 7,740만 달러의 수익을 올렸다. 후속편인 에이리언 VS. 프레데터 2가 2007년에 출시되었다.

## 출연
- 새너 레이선 (Sanaa Lathan) - 알렉사 우즈
- 라울 보바 (Raoul Bova) - 세바스티안 윌
- 콜린 살몬 (Colin Salmon) - 맥스 스테포드
- 랜스 헨릭슨 (Lance Henriksen) - 비숍
- 이웬 브렘너 (Ewen Bremner) - 그레함 밀러
- 토미 플래너건 (Tommy Flanagan) - 버하이덴

## 같이 보기
- 에이리언 (시리즈)
- 프레데터 (시리즈)